# Carlos–Galli–G.B.C.

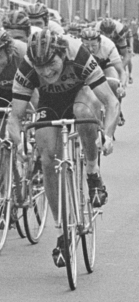
Richard Bukacki beim GP Raf Jonckheere 1977

Carlos–Galli–G.B.C., G.B.C.–Galli–Castelli, Carlos–Galli–Alan, Carlos–Gipiemme oder Carlos war ein belgisches professionelles Radsportteam, das von 1975 bis 1979 bestand.

## Geschichte
Das Team wurde 1975 unter der Leitung von Guido Reybrouck gegründet. Erster Sportlicher Leiter war Johnny Soenens. Neben den Siegen konnte das Team im ersten Jahr Platz 2 beim Omloop Mandel-Leie-Schelde Meulebeke, dem Izegem Individueel und der Berner Rundfahrt sowie Platz 7 beim Grand Prix des Nations erzielt. 1976 erwirkte das Team zweite Plätze bei der Nokere Koerse, beim Grote Prijs Marcel Kint und beim De Kustpijl, sowie dritte Plätze beim Circuit des Frontières und beim Grand Prix de Momignies. 1977 erreichte das Team neben den Siegen zweite Plätze bei Omloop van de Vlasstreek, den Trèfle à Quatre Feuilles, dem Circuit des Frontières und dem Textielprijs, dritte Plätze bei der Wingene Koerse, dem GP Lucien Van Impe Individueel und dem Grote Prijs Marcel Kint sowie Platz 5 bei Kuurne–Brüssel–Kuurne, Platz 8 beim Druivenkoers und Platz 12 bei der Flandern-Rundfahrt. 1978 konnte zweite Plätze beim Omloop van de Westkust und dem Textielprijs, dritte Plätze beim Omloop van de Vlasstreek, beim GP du Tournaisis, beim GP Lucien Van Impe, der Tour du Condroz und beim Grote 1-Mei Prijs erzielt werden. 1979 konnte das Team dritte Plätze beim Grote Prijs Marcel Kint und beim Nationale Sluitingprijs, Platz 4 bei Polder-Kempen, Platz 9 bei Grand Prix de Denain und beim Grand Prix de Rennes sowie Platz 11 bei der Coppa Sabatini und Platz 12 beim Kampioenschap van Vlaanderen erreichen. 1979 nahm das Team unter dem Namen G.B.C.–Galli–Castelli erstmalig am Giro d’Italia teil, konnte aber außer Platz 69 im Endklassement nichts erwirken. Nach der Saison 1979 wurde das Team aufgelöst.

## Erfolge
1975
- Grote Prijs Raf Jonckheere
- Circuit du Tournaisis
- Omloop Vlaamse Scheldeboorden
- Omloop van West-Brabant
- Halle–Ingooigem

1976
- Le Samyn
- Omloop der Vlaamse Ardennen-Ichtegem
- Circuit du Tournaisis
- Omloop van West-Brabant

1977
- Omloop Schelde-Durme
- Omloop van de Westhoek
- Circuit du Tournaisis
- eine Etappe Driedaagse van De Panne

1978
- eine Etappe Driedaagse van De Panne
- eine Etappe Tour de l’Eurométropole
- Halle–Ingooigem
- Flèche hesbignonne-Cras Avernas
- Australischer Meister – Straßenrennen

1979
- Gesamtwertung und vier Etappen Herald Sun Tour
- Grote 1-Mei Prijs
- eine Etappe Étoile de Bessèges
- Zwevezele Koerse Individueel

## Bekannte ehemalige Fahrer
- Dirk Baert (03.1975–1979)
- Gerhard Schönbacher (1977)
- John Trevorrow (1978–1979)
- Bruno Vicino (1979)